# Igelbäcken i Sundbyberg
Igelbäcken i Sundbyberg är ett naturreservat i Sundbybergs kommun i Stockholms län. Området är en av flera naturreservat för Igelbäcken.
Området är naturskyddat sedan 2004 och är cirka 126 hektar stort. Reservatet omfattar Igelbäcken med omgivning från gräsen till Solna kommun (Igelbäcken i Solna) till E4 och gränsen till Stockholms kommun. Reservatet består av barrskog med inslag av lövträd, tallskog, lövskog och ädellövskog.

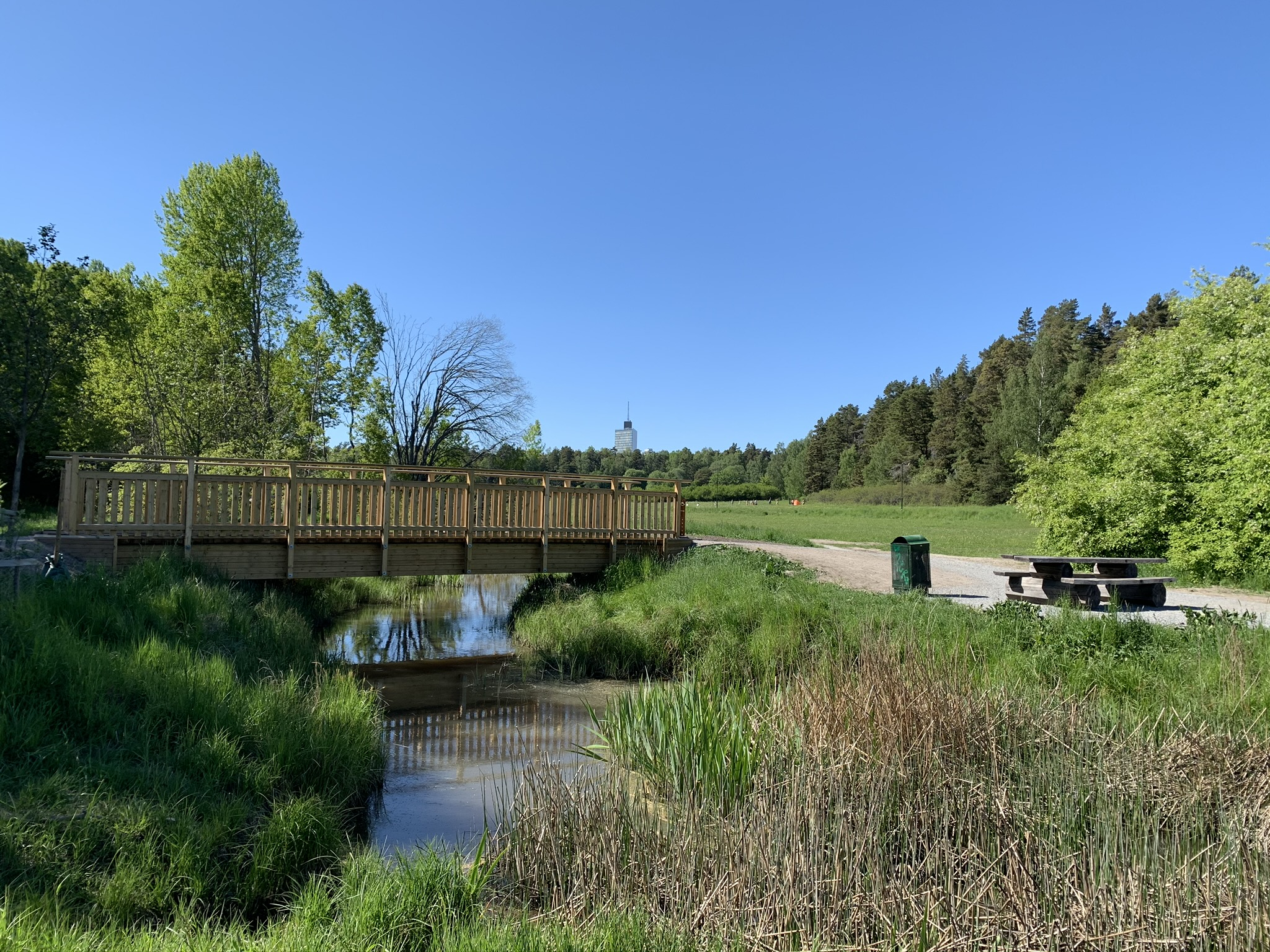
Bro Över Igelbäcken i Sundbyberg.